# Xu Jie
Det här är en artikel om en person med kinesiskt personnamn; Xu är familjenamnet.
Xu Jie (kinesiska: 许杰), född 6 januari 2002, är en kinesisk fäktare som tävlar i florett.

## Karriär
Vid världsmästerskapen i fäktning 2023 i Milano tog Wu silver tillsammans med Chen Haiwei, Mo Ziwei och Wu Bin i lagtävlingen i florett.